# Annette Mausolf
Annette Mausolf (* 4. Mai 1963) ist eine deutsche Tischtennisspielerin. Bei Deutschen Meisterschaften gewann sie fünf Bronzemedaillen.

## Werdegang
Annette Mausolf begann ihre Karriere beim Verein SV Ahlem. Bereits in ihrer Jugend gewann sie mehrere Landesmeisterschaften von Niedersachsen, siegte 1980 bei den Internationalen Jugendmeisterschaften von Ungarn im Mixed mit Jörg Budzisz sowie bei den Internationalen Jugendmeisterschaften von Frankreich im Doppel mit Susanne Wenzel. Ebenfalls 1980 gewann sie das Bundesranglistenturnier der Junioren.
1982 wurde sie mit SV Ahlem Meister der 2. Bundesliga Nord und stieg damit in die Bundesliga auf. Als Ahlem 1986 die Damenmannschaft zurückzog, wechselte sie zu TuS Glane, dessen Mannschaft sie ebenfalls zum Aufstieg in die Bundesliga verhalf. Mehrfach trat sie bei Deutschen Meisterschaften an. Hier gewann sie insgesamt fünfmal Bronze, nämlich 1984, 1985 und 1987 im Mixed mit Michael Krumtünger, zudem im Doppel 1985 mit Ilka Böhning und 1988 mit Christiane Praedel.
Seit etwa 2010 nahm Annette Mausolf an Seniorenturnieren teil und erkämpfte dabei mehrere Medaillen.

## Privat
Annette Mausolf arbeitet als Physiotherapeutin im Krankenhaus Dissen.

## Turnierergebnisse
| Verband | Veranstaltung                     | Jahr | Ort             | Land | Einzel | Doppel | Mixed  | Team |             |
| ------- | --------------------------------- | ---- | --------------- | ---- | ------ | ------ | ------ | ---- | ----------- |
| GER     | Jugendmeisterschaft Niedersachsen | 1976 | Rinteln         | GER  |        |        | Gold   |      | [ 2 ]       |
| GER     | Jugendmeisterschaft Niedersachsen | 1977 | Cloppenburg     | GER  | Gold   | Gold   | Gold   |      | [ 3 ]       |
| GER     | Jugendmeisterschaft Niedersachsen | 1979 | Lohne           | GER  | Gold   | Gold   |        |      | [ 4 ]       |
| GER     | Internat. Jugendmeisterschaften   | 1980 | Szolnok         | HUN  |        |        | Gold   |      | [ 5 ]       |
| GER     | Internat. Jugendmeisterschaften   | 1980 | Lille           | FRA  |        | Gold   |        |      | [ 6 ]       |
| GER     | Bundesranglistenturnier Junioren  | 1980 | Recklinghausen  | GER  | Gold   |        |        |      | [ 7 ]       |
| GER     | Niedersachsen-Meisterschaft       | 1980 | Springe         | GER  |        | Gold   |        |      | [ Meyer 1 ] |
| GER     | Niedersachsen-Meisterschaft       | 1982 | Hildesheim      | GER  | Bronze | Gold   | Bronze |      | [ 8 ]       |
| GER     | Niedersachsen-Meisterschaft       | 1983 | Helmstedt       | GER  | Gold   | Gold   | Gold   |      | [ 9 ]       |
| GER     | Norddeutsche Meisterschaft        | 1983 | Bremen-Huchting | GER  | Silber |        | Silber |      | [ 10 ]      |
| GER     | Niedersachsen-Meisterschaft       | 1984 | Oldenburg       | GER  | Gold   |        | Gold   |      | [ Meyer 2 ] |
| GER     | Deutsche Hochschulmeisterschaft   | 1984 |                 | GER  | Bronze | Silber |        |      | [ 11 ]      |
| GER     | Niedersachsen-Meisterschaft       | 1985 | Stadthagen      | GER  | Gold   | Gold   |        |      | [ Meyer 3 ] |
| GER     | Niedersachsen-Meisterschaft       | 1987 | Hannover        | GER  |        |        | Gold   |      | [ Meyer 4 ] |
| GER     | Niedersachsen-Meisterschaft       | 1988 | Bad Iburg       | GER  | Bronze |        |        |      | [ Meyer 5 ] |
| GER     | Niedersachsen-Meisterschaft       | 1989 | Ahlem           | GER  | Silber | Bronze |        |      | [ Meyer 6 ] |
| GER     | Deutsche Meisterschaft Ü50        | 2014 |                 | GER  | Bronze | Bronze |        |      |             |
| GER     | Deutsche Meisterschaft Ü50        | 2015 |                 | GER  | Bronze | Silber |        |      |             |
| GER     | Deutsche Meisterschaft Ü50        | 2016 |                 | GER  | Bronze |        | Silber |      |             |

### Hans-Albert Meyer
1. ↑  Doppel mit Barbara Zimmermann, Tischtennis-Archiv des Hans-Albert Meyer: Niedersachsen-Meisterschaften 1948 – 1999 (abgerufen am 18. Juni 2024)
2. ↑  Mixed mit Günter Zimmermann
3. ↑  Doppel mit Irene Haase
4. ↑  Mixed mit Günter Zimmermann
5. ↑  nur Einzel
6. ↑  Doppel mit Birgit Giebel